# Santissimo Redentore a Val Melaina

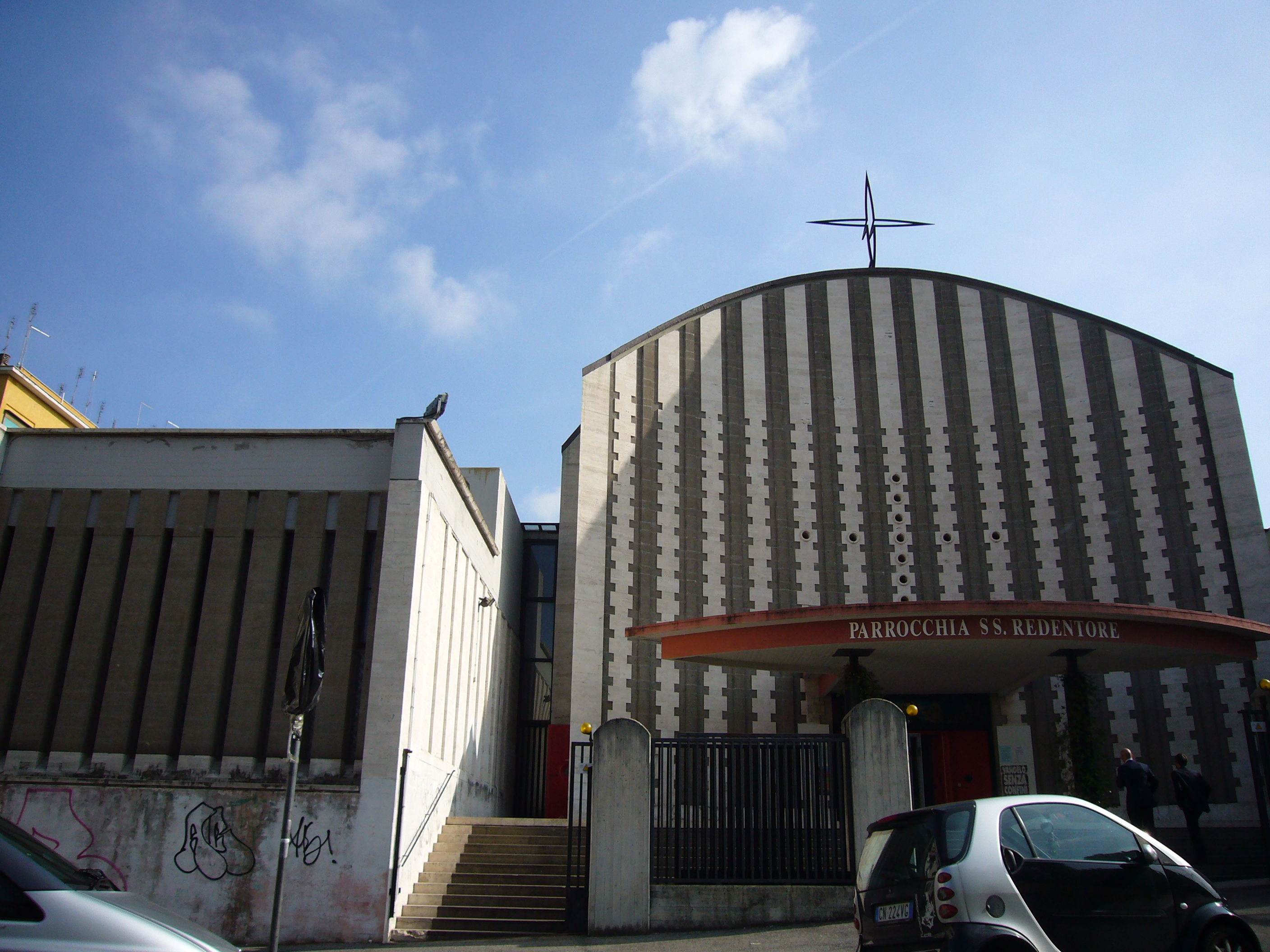
Vista da igreja.

Santissimo Redentore a Val Melaina é uma igreja titular de Roma localizada na esquina da Via Monte Ruggero com a Via del Gran Paradiso, no bairro de Tufello do quartiere Monte Sacro. É dedicada a Jesus Cristo sob o título de Redentor. O cardeal-presbítero protetor do título cardinalício de Santíssimo Redentor em Val Melaina é Ricardo Ezzati Andrello, arcebispo-emérito de Santiago, Chile.

## História
Esta igreja foi construída entre 1975 e 1977 com base num projeto dos arquitetos Ennio Canino e Viviana Rizzi e foi inaugurada em 6 de março de 1977. Ela é sede de uma paróquia homônima, instituída pelo cardeal-vigário Francesco Marchetti Selvaggiani em 1 de fevereiro de 1937 através do decreto "Redemptoris mundi". Desde de 1950, a igreja está sob os cuidados dos padres escalabrinianos ("Missionários de São Carlos"). Em 1994, o papa São João Paulo II, que visitou a paróquia em 5 de dezembro de 1982, a elevou a sede do título cardinalício de Santíssimo Redentor em Val Melaina.

## Descrição
A fachadamente é claramente dividida em três zonas distintas: as duas laterais, bem projetadas para a frente e muito mais baixas em relação à central, são separadas por colunas em concreto armado, alternando duas gradações de amarelo nas cores. Um amplo dossel em concreto protege o portal de entrada dos elementos.
No interior, se destacam, principalmente, as duas capelas laterais localizadas de ambos os lados do portal, uma dedicada à adoração do Santíssimo Sacramento e a outra, à "Reconciliação ou Confissão". Um crucifixo domina o altar-mor e a Via Crúcis decora as paredes laterais.